# 41-я крепостная дивизия
41-я крепостная дивизия (нем. 41. Festungs-Division) — тактическое соединение сухопутных войск вооружённых сил нацистской Германии периода Второй мировой войны. Дивизия выполняла оккупационные функции в южной Греции. В январе 1945 года была преобразована в 41-ю пехотную дивизию.

## История
41-я крепостная дивизия была сформирована 11 декабря 1943 года в Брукк-ан-дер-Муре (Австрия) в 18-м военном округе. Личный состав состоял в основном из польских и других негерманских кадров. Её формированием руководил генерал-лейтенант Франц Креч. Её командный состав состоял из кадров расформированной 39-й пехотной дивизии. Дивизия была готова к службе в начале 1944 года с численностью в 22 батальона. Изначально она должна была защищать полуостров Пелопоннес в Греции в качестве прибрежного компонента 68-го армейского корпуса под командованием генерала авиации Хельмута Фельми.
733-й гренадерский полк был присоединён к дивизии в сентябре 1944 года после того, как он был отделён от своей 133-й крепостной дивизии во время эвакуации с острова Крит. 28-го сентября дивизия была расположена в Фивах, хотя расшифровщики союзников узнали об этом только в следующем месяце. Она действовал в арьергарде группы армий во время отступления немцев из Коринфа, подвергаясь нападению со стороны партизан-роялистов и элементов 2-й британской парашютно-десантной бригады. Участвуя в небольших перестрелках, дивизия двигалась через Югославию.
В январе 1945 года была преобразована в 41-ю пехотную дивизию.

## Местонахождение
- с декабря 1943 по октябрь 1944 (Греция)
- с октября 1944 по январь 1945 (Балканы)

## Подчинение
- 68-й армейский корпус группы армий «E» (24 декабря 1943 - 18 октября 1944)
- 21-й армейский корпус группы армий «E» (18 октября 1944 - 20 января 1945)

## Командиры
- генерал-лейтенант Франц Креч (11 декабря 1943 - 27 апреля 1944)
- генерал-лейтенант Фриц Бенике (27 апреля - 1 августа 1944)
- генерал-лейтенант Вольфганг Хаузер (1 августа 1944 - 20 января 1945)

## Состав
- 938-й крепостной пехотный полк (Festungs-Infanterie-Regiment 938)
- 965-й крепостной пехотный полк (Festungs-Infanterie-Regiment 965)
- 919-й береговой артиллерийский полк (Heeres-Küsten-Artillerie-Regiment 919)
- 1009-й крепостной пехотный батальон (Festungs-Infanterie-Bataillon 1009)
- 1012-й крепостной пехотный батальон (Festungs-Infanterie-Bataillon 1012)
- 309-й зенитный артиллерийский дивизион (Heeres-Flak-Artillerie-Abteilung 309)
- 141-й отряд материального обеспечения (Nachschubtruppen 141)
- 141-й полевой запасной батальон (Feldersatz-Bataillon 141)